# Wenzelbach (Main)
Der Wenzelbach ist ein Bach im Landkreis Kitzingen im nördlichen Bayern, der nach etwa 7 km langem Lauf ungefähr nach Westen unterhalb der Staustufe Dettelbach im Fluss von links in den Main mündet.

## Name
Der Name Wenzelbach verweist wohl auf die historische Nutzung als Fischweide durch die im Maintal siedelnden, slawischen Mainwenden. Das Präfix Wenzel- leitet sich vom Wort Wenzer, einem „Fischgerät“ ab. Es verweist auf das preußische Wort wenter für Fischsack und das polnische Wort więcierz für Fischreuse. Unwahrscheinlich ist dagegen die Herleitung vom slawischen Vornamen Wenzel, da nur selten Flussnamen einzelnen Personennamen zugeordnet werden können.

## Geographie

### Verlauf
Der Wenzelbach entsteht auf etwa 214 m ü. NHN etwa einen Kilometer westlich des Kirchdorfs Atzhausen von Kleinlangheim am Rand eines Solarmodulfeldes in einem geraden Graben, der anfangs nur zeitweilig Wasser führt und zwischen diesem und Äckern am linken Ufer anfangs in Richtung Westnordwesten läuft. Danach wendet er sich langsam nach Westen und zieht in etwas Abstand südlich des Stadtschwarzacher Gewerbegebietes vorbei. Hier stehen erstmals einige spärliche Bäume am bisher ganz kahlen Graben.
Wenig nachdem an beiden Ufern Gebiet der Marktgemeinde Schwarzach am Main liegt, unterquert er die Stadtschwarzach im Nordosten mit Hörblach im Südwesten verbindende B 22 und folgt dieser kurz. Danach läuft er in geschlungenem Lauf, teilweise weniger als hundert Meter vom Flussufer entfernt, als kahler Graben insgesamt etwa westwärts in der linken Aue des Maintales. Erst etwa dreihundert Meter, bevor er die Staustufe Dettelbach passiert, setzt eine schmale begleitende Baumgalerie ein. Aus dieser heraus fließt er etwa ebensoweit unterhalb der Staustufe von links auf etwa 183 m ü. NHN in den Main ein.
Vor dem Bau der Staustufe Dettelbach zu Anfang der zweiten Hälfte des 20. Jahrhunderts war der Lauf des Wenzelbachs fast drei Kilometer kürzer. Er endete damals wenig westlich von Hörblach unter der Stufe der Niederterrasse zwischen einer Seenkette linksseits des vor dem Anstau deutlich weniger breiten Mains. Der jetzige Unterlauf läuft auf einer Trasse, die stellenweise durch ehemalige Kleinteiche linksseits des Mains führt, die vermutlich Restseen alter Flussbahnen des Mains sind.

### Einzugsgebiet
Das Einzugsgebiet des Wenzelbachs ist 11,6 km² groß und liegt naturräumlich gesehen im Unterraum Schwarzacher Talweitung des Mittleren Maintals. Seine mit etwa 229 m ü. NHN größte Höhe erreicht es am Südrand auf einer kleinen Höhenstufe zum Wald Klosterforst. Unterhalb dieser Stufe ist die Landschaft offen und wird überwiegend beackert.
Anteil am Einzugsgebiet hat im Südosten die Marktgemeinde Kleinlangheim, deren Gemarkung von Süden her bis an den Lauf reicht und von der das Dorf Haidt und der Weiler Stephansberg an kurzen linken Gräbenzuflüssen liegen. Das mittlere Einzugsgebiet gehört zur Marktgemeinde Schwarzach am Main, von der die Südhälfte des Hauptortes Stadtschwarzach und das Kirchdorf Hörblach innerhalb liegen. Im ganz im Westen liegenden Gebietsanteil der Kleinstadt Dettelbach gibt es keine Besiedlung.
Reihum grenzen die Einzugsgebiete der folgenden Nachbargewässer an:
- Im Norden fließt der Silberbach westwärts und höher zum Main bei Stadtschwarzach;
- im Nordosten konkurriert der Castellbach, der über die bei Münsterschwarzach mündende Schwarzach zum Main entwässert;
- jenseits der östlichen Wasserscheide nimmt der linke Oberlauf Gründleinsbach des Castellbachs den Abfluss zur anderen Seite auf;
- im Südosten fließt der unbeständig wasserführende Rodenbach nun tiefer zum Main, im Südwesten der kleine Seebach;

### Zuflüsse
Dem Wenzelbach fließen vor allem von der Höhenstufe im Süden zum Wald einige oft schnurgerade und auf der amtlichen Karte namenlose Gräben zu, die bis zu 2,0 km lang sind und auf langen Abschnitten keinen dauerhaften Durchfluss haben. Der längste und etwas mehr als die anderen gewundene davon beginnt südlich von Kleinlangheim-Haidt im teilweise sumpfigen Naturschutzgebiet Sande am Tannenbusch bei Kleinlangheim.

## Geologie
Der Bach beginnt seinen Lauf in den unteren Tonstein-Gelbkalkschichten des Unterkeupers. Etwas vor dem Hörblacher Seengebiet wechselt er über in eine breite Flussschotterzone, die der Main linksseits des Schwarzacher Flussbogens im Oberpleistozän auf der Niederterrasse abgelagert hat. Nachdem er bei Hörblach die Bundesstraße 22 gekreuzt hat, läuft er in den ebenfalls recht breiten rezenteren Auenablagerungen weiter bis zur Mündung.
Der Bach läuft schon bald und bis zu diesen Mainauenablagerungen in einem schmalen Schwemmlandstreifen. Am südlichen Rand des Einzugsgebietes ist der dortige Unterkeuper im östlichen Teil von Lösssediment überlagert, mündungsnah streicht an dieser durchgehend merklichen Höhenstufe der Unterkeuper aus und zuletzt und nun wenig linksseits des Mains noch Oberer Muschelkalk.

### BayernAtlas („BA“)
Amtliche Online-Gewässerkarte mit passendem Ausschnitt und den hier benutzten Layern: Lauf und Einzugsgebiet des Wenzelbachs

Allgemeiner Einstieg ohne Voreinstellungen und Layer: BayernAtlas der Bayerischen Staatsregierung (Hinweise)
1. ↑  Höhe abgefragt auf dem Hintergrundlayer Amtliche Karte (Rechtsklick).
2. ↑  Stautel des Mains unterhalb der Staustufe Dettelbach nach blauer Beschriftung auf dem Hintergrundlayer Amtliche Karte.
3. 1 2  Länge abgemessen auf dem Hintergrundlayer Amtliche Karte.
4. ↑  Altes Bachende und neuer Unterlauf nach dem Layer Zeitreise.
5. ↑  Höhe nach schwarzer Beschriftung auf dem Hintergrundlayer Amtliche Karte.
6. ↑  Geologie nach dem Layer Geologischen Karte 1:500.000.

### Sonstige
1. 1 2  Länge und Einzugsgebiet nach: Verzeichnis der Bach- und Flussgebiete in Bayern – Flussgebiet Main, Seite 68 des Bayerischen Landesamtes für Umwelt, Stand 2016 (PDF; 3,3 MB) (Seitenzahl kann sich ändern.)
2. ↑  Michael Steinbacher: Das fränkische Wendland und das „Eisenland“ zwischen Main und Steigerwald mit seinen slawischen Orts-, Gewässer-, Berg-, Wald- und Flurnamen. Eine Spurensuche im Bereich Würzburg–Ansbach–Ingolstadt–Bamberg–Fulda. O. o. 2021. S. 221.
3. ↑  Horst Mensching, Günter Wagner: Geographische Landesaufnahme: Die naturräumlichen Einheiten auf Blatt 152 Würzburg. Bundesanstalt für Landeskunde, Bad Godesberg 1963. → Online-Karte (PDF; 5,3 MB)